# Metropolia Lingayen-Dagupan
Metropolia Lingayen-Dagupan – jedna z 16 metropolii kościoła rzymskokatolickiego na Filipinach. Została erygowana 16 lutego 1963.

## Diecezje
- Archidiecezja Lingayen-Dagupan
  - Diecezja Alaminos
  - Diecezja Cabanatuan
  - Diecezja San Fernando de La Union
  - Diecezja San Jose de Nueva Ecija
  - Diecezja Urdaneta

## Metropolici
- Mariano Madriaga (1963-1973)
- Federico G. Limon (1973-1991)
- Oscar Valero Cruz (1991-2009)
- Socrates Buenaventura Villegas (od 2009)